# Satuba (ort)
Satuba är en ort i Brasilien.   Den ligger i kommunen Satuba och delstaten Alagoas, i den östra delen av landet, 1 500 km nordost om huvudstaden Brasília. Satuba ligger 48 meter över havet och antalet invånare är 15 887.
Terrängen runt Satuba är platt. Runt Satuba är det mycket tätbefolkat, med 1 692 invånare per kvadratkilometer.. Närmaste större samhälle är Maceió, 15,0 km sydost om Satuba.